# Adrien Fleury de Bar
Adrien Aimé Fleury de Bar (Thiais, 13 december 1783 - Parijs, 24 december 1861) was een Frans generaal en politicus.

## Biografie
In 1805 ging hij als vrijwilliger in het leger, om op 18 juni 1815 als officier deel te nemen aan de Slag bij Waterloo. In 1823 nam hij deel aan de Franse invasie van Spanje en in 1830 aan de Franse invasie van Algiers. In datzelfde jaar werd hij tevens veldmaarschalk en werkte hij nauw samen met generaal Thomas-Robert Bugeaud. In 1848 trad hij als divisiegeneraal terug uit het leger. 
Van 1849 tot aan de staatsgreep van 2 december 1851 was hij volksvertegenwoordiger voor het departement Seine.
Op 26 januari 1852 was Fleury de Bar een van de 84 eerste persoonlijkheden die door keizer Napoleon III werden benoemd tot senator. Hij zou in de Senaat blijven zetelen tot zijn overlijden in 1861.